# Cerithiopsis caribbaea
Cerithiopsis caribbaea is een slakkensoort uit de familie van de Cerithiopsidae. De wetenschappelijke naam van de soort is voor het eerst geldig gepubliceerd in 1881 door Gabb.